# Ezekiel Fryers
Ezekiel "Zeki" Fryers, né le 9 septembre 1992 à Manchester, est un footballeur anglais qui évolue au poste de défenseur.

## Carrière sportive

### Manchester United
Arrivé au centre de formation de Manchester United en 2009, Ezekiel Fryers connaît une première saison compliquée à cause d'une sérieuse blessure. Sa seconde saison en jeunes lui permet d'attirer l'œil d'Alex Ferguson qui lui fait signer son premier contrat professionnel durant l'été 2011. Il prend part à son premier match avec l'équipe première le 20 septembre 2011 lors du troisième tour de Coupe de la Ligue anglaise face à Leeds United (victoire 3-0). Le 2 novembre suivant, il participe à son premier match de Ligue des champions en entrant en fin de rencontre face au FC Oțelul Galați à Old Trafford (2-0).
Le 10 décembre 2011, il dispute son premier match de Premier League lors du match comptant pour la 15e journée de championnat face à Wolverhampton en remplaçant Patrice Évra à la 67e minute. Les Red Devils l'emportent sur le score de 4-1.

### Standard de Liège
Le 23 août 2012, il signe un contrat de deux ans en faveur du Standard de Liège.

### Retour en Angleterre
Le 3 janvier 2013 et après six mois en Belgique où il ne réussit pas à s'imposer, Zeki Fryers retourne en Angleterre en signant à Tottenham.
Le 1er septembre 2014, il signe un contrat de trois ans avec Crystal Palace.
Le 26 mars 2015, il est prêté à Ipswich Town.
Le 1er juillet 2017, il rejoint Barnsley.
Le 7 juin 2019, il rejoint Swindon Town FC.

## Statistiques
| Saison    | Club              | Championnat        | Matches |
| --------- | ----------------- | ------------------ | ------- |
| 2011-2012 | Manchester United | Premier League     |         |
| 2012-2013 | Standard de Liège | Jupiler Pro League |         |
| 2013-     | Tottenham         | Premier League     |         |

Dernière mise à jour le 16 décembre 2012

## Palmarès

### En club
- Barnsley FC
  - Vice-champion d'Angleterre de troisième division en 2019.
- Swindon Town
  - champion d'Angleterre de quatrième division en 2020.